# Mystacides azureus
Mystacides azureus är en nattsländeart som först beskrevs av Carl von Linné 1761.  I den svenska databasen Dyntaxa används istället namnet Mystacides azurea. Mystacides azureus ingår i släktet Mystacides och familjen långhornssländor. Arten är reproducerande i Sverige. Utöver nominatformen finns också underarten M. a. albicornis.